# Mika Lehnfeld
Mika Lehnfeld (* 6. Dezember 2005 in Lübeck) ist ein deutscher Fußballspieler.

## Sportlicher Werdegang
Lehnfeld spielte Jugendfußball beim Lübecker Stadtteilverein SC Buntekuh, von dem er 2015 in den Nachwuchsbereich des VfB Lübeck stieß. Dort durchlief er die einzelnen Jugendmannschaften und rückte im Frühjahr 2024 in die in der fünftklassigen Oberliga Schleswig-Holstein antretende Reservemannschaft auf. Dort wusste er zu überzeugen, so dass ihm Trainer Jens Martens am 3. Mai des Jahres zum Profidebüt bei der in der 3. Liga antretenden Profimannschaft verhalf. Beim 5:3-Erfolg der bereits als Absteiger feststehenden Mannschaft gegen den MSV Duisburg wurde er in der 63. Spielminute bei einem 1:3-Rückstand für Robin Velasco eingewechselte und trug mit einem Treffer und einer Torvorlage zur Wende bei. Damit avancierte er zum jüngsten Drittligatorschützen in der Vereinsgeschichte. In der Folge schwankte er zwischen zweiter und Regionalliga-Mannschaft, um langsam an den Profibereich herangeführt zu werden.

## Titel
- Schleswig-holsteinischer Landespokalsieger: 2025